# Chúng Nghị viện
Chúng Nghị viện (衆議院 Shūgiin) hay Hạ viện là một trong hai viện của Quốc hội Nhật Bản, viện còn lại là Tham Nghị viện tức Thượng viện. Chúng Nghị viện được thành lập năm 1890 sau khi Thiên hoàng Minh Trị ban hành Hiến pháp Đế quốc Nhật Bản Đế quốc, theo đó Chúng Nghị viện là Hạ viện của Đế quốc nghị hội. Năm 1947, sau khi ban hành hiến pháp mới, Chúng Nghị viện trở thành một trong hai viện hợp thành Quốc hội Nhật Bản mới.